# The Poseidon Adventure (roman)
The Poseidon Adventure is een Amerikaanse avonturenroman geschreven door Paul Gallico. Het boek werd uitgebracht in 1969. Het verhaal is meerdere malen verfilmd en werd in het Nederlands vertaald door T. Stam als De laatste trip van de Poseidon (Wereldbibliotheek).

## Inhoud
Een passagiersschip genaamd de S.S. Poseidon maakt een kersttocht van een maand over de Atlantische Oceaan. Het is de laatste reis van het schip, dat inmiddels verouderd is en spoedig zal worden gesloopt.
Op 26 december, even na 9 uur ’s avonds, wordt het schip gegrepen door een tsunami, veroorzaakt door een onderzeese aardbeving. Het schip kapseist en komt ondersteboven in het water te liggen.
Een priester genaamd Frank "Buzz" Scott leidt een klein groepje van (meestal onvrijwillige) volgelingen op een tocht om de kiel van het schip te bereiken en daarlangs te ontsnappen, alvorens het schip geheel zinkt. Er blijven ook een aantal mensen in de dinerzaal.
Al snel ontstaat onder de groep volgelingen van Scott onenigheid over hoe ze het beste naar de propellers aan de achterkant van het schip of naar de boeg kunnen gaan. Een van de stewards stelt voor om naar de machinekamer te gaan. De groep beklimt twee trappen, en belandt op "Broadway"; een brede gang die langs de gehele eerste klas van het schip loopt, rechtstreeks naar de machinekamer. De groep probeert tijdens de tocht ook voorraden te verzamelen. Wanneer de noodverlichting uitgaat, breekt er paniek uit. In de paniek worden een aantal mensen gedood omdat ze van een trap vallen of worden vertrapt. Wanneer Scott de situatie eindelijk kan bedaren, blijken er drie mensen te worden vermist: Tony "The Beamer" Bates, zijn vriendin Pamela, en Robin.
Mike Rogo, een detective van de New Yorkse politie, vindt The Beamer en Pamela. The Beamer is bewusteloos, mogelijk als gevolg van vergiftiging, en Pamela weigert hem achter te laten. Robin is nergens te vinden. Susan, de oudere zus van Robin, verlaat de groep om haar broertje te zoeken. Ze wordt overvallen en op brute wijze verkracht door een bemanningslid. Deze doet dit echter vooral uit angst. Susan praat met hem, en begint zelfs gevoelens voor hem te ontwikkelen. De man beseft maar al te goed de gevolgen van zijn daad, slaat op de vlucht, en valt in een donkere put. Susan voegt zich weer bij de groep, en doet alsof er niets is gebeurd.
Wanneer de zoektocht naar Robin niets oplevert, wordt besloten maar zonder hem verder te gaan. Op dat moment wordt het Jane Shelby, de moeder van Susan en Robin, te veel. Ze uit openlijk haar ongenoegen tegenover haar echtgenoot. Scott heeft ondertussen een fakkel gemaakt van wat olie, en leidt de groep naar de deur die toegang geeft tot de ketelruimte. De toegang is geheel onder water gelopen. Belle Rosen, een voormalig zwemkampioene, zwemt door de gang en spant een touw waarlangs de rest haar kan volgen.
In de ketelruimte vindt de groep enkele zaklampen, en besluit even uit te rusten alvorens aan de laatste klim naar de uitgang te beginnen. Tijdens de lastige klim probeert een vrouw genaamd Linda Rogo een alternatieve weg te vinden, maar komt ten val en sterft. In de hoop God gunstig te stemmen zodat hij de passagiers de ramp laat overleven, pleegt Scott zelfmoord als vorm van offer. Mr. Martin neemt de leiding over de groep over. Onder zijn leiding bereikt de groep de propellerschacht, waar de romp het dunst is. Net op dat moment arriveert een reddingsteam bij het schip. Er wordt een gat in de romp gezaagd, en de groep kan het schip verlaten. Buiten blijkt er nog een tweede groep overlevenden te zijn, die de boeg van het schip hebben weten te bereiken en daarlangs gered worden. Onder hen bevinden zich The Beamer en Pamela, die de ramp blijkbaar toch hebben overleefd. Van Robin wordt echter niets vernomen.
Na de redding gaat de groep uit elkaar. Susan gaat naar Engeland waar ze hoopt de ouders van de man die haar had verkracht te vinden, daar ze denkt zwanger te zijn van hem.

## Verfilmingen
- The Poseidon Adventure (1972)
- Beyond the Poseidon Adventure (1979)
- The Poseidon Adventure (2005)
- Poseidon (2006)